# Jagd auf den Schatz der Riesen
Jagd auf den Schatz der Riesen (Originaltitel Jack and the Beanstalk: The Real Story) ist ein US-amerikanischer zweiteiliger Fantasyfernsehfilm aus dem Jahr 2001 von Brian Henson. Er basiert auf das Märchen Hans und die Bohnenranke und setzt die Geschichte lose fort.

## Handlung
Jack Robinson ist der reiche Geschäftsführer eines großen Unternehmens. In der Vergangenheit seiner Familie wurde keiner seiner männlichen Vorfahren über 40 Jahre alt und Jack träumt immer wieder von seinem Vater und einem wütenden Riesen. Mit Hilfe seines albanischen Butlers Dussan versucht er, gesund zu leben. Sein Geschäftsleiter Siegfried „Siggy“ Mannheim überredet ihn dazu, ein Projekt zur alternativen Nahrungsversorgung mit gentechnisch veränderten Pflanzen zur Ernährung der Dritten Welt ins Leben zu rufen. Außerdem soll der Bau eines Casinokomplexes in einer Kleinstadt vorangetrieben werden, diesen die Einwohner allerdings ablehnen.
Beim Bau entdecken die Arbeiter das Skelett eines Riesen. Später taucht die seltsame junge Frau namens Ondine auf und beschuldigt Jack, ein Mörder zu sein, bevor sie in einem Lichtblitz verschwindet. In dieser Nacht schleicht sich ein Mann in Jacks Haus ein und bringt ihn zu einer alten Frau, die Jack als seine Großtante Wilhelmina erkennt, die er für tot hielt. Wilhelmina erzählt ihm die traditionelle Version des Märchens Hans und die Bohnenranke, in dem der Riese als egoistischer, gefräßiger Kerl dargestellt wird, der sich um nichts und niemanden kümmert. Nach der Geschichte gibt sie ihm anschließend die letzte Zauberbohne. Der im Mittelalter lebende originale Jack erhielt damals fünf Bohnen, aber nur vier wuchsen in die Bohnenranke, da die fünfte auf einem Felsen statt in der Erde landete.
Jack pflanzt die Bohne im Wald in der Nähe des Ortes, an dem der Riese entdeckt wurde. Die Bohne wächst tatsächlich zu einer riesigen Bohnenstange heran, die Jack in die Welt der Riesen führt. Es handelt sich um eine magische Welt, in der ein einziger Tag ein Erdenjahr dauert. Jack bleibt in der riesigen Welt gefangen, da sich die Bohnenranke aufgelöst hat, die anscheinend von jemandem auf der Erde abgeholzt wurde. Jack findet heraus, dass der vermeintlich blutrünstige Riese Thunderdell eine äußerst wohlwollende Person war. Er galt als freundlich, ehrlich und ein liebevoller Freund und Vater, denn er adoptierte einst auch Ondine und zog sie als seine eigene Tochter auf. Jacks Vorfahr missbrauchte Thunderdells Vertrauen, stahl die Harfe und die Gans und tötete schließlich Thunderdell. Ohne die Heiligtümer verödete allerdings die Welt der Riesen. Erst mit der Rückgabe der Schätze oder dem Tod der Familie Robinson würde die Magie wiederhergestellt, daher ist auch die Familie Robinson verflucht. Jack kann das Vertrauen der Bewohner gewinnen und erhält die Chance, die Harfe und die Gans zu suchen und zurückzubringen.

## Hintergrund
Richard Attenborough, der den Riesen Magog, Richter der Gerechtigkeit des Großen Rats von Mac Slec verkörpert, ist hier in seiner letzten Filmrolle zu sehen, bevor er sich als Filmschauspieler zur Ruhe setzte.
Der Film feierte seine Premiere am 2. Dezember 2001.

## Produktion
Gedreht wurde der Film hauptsächlich in den Bray Studios in Bray. Die Außendrehs wurden in den Grafschaften Berkshire und Leicestershire realisiert. Die Aufnahmen im und um das Schloss entstanden im Belvoir Castle.
Um die speziellen und visuellen Effekte im Film zu erstellen, wurde Jim Hensons Creature Shop mit der Computeranimation, dem Compositing und der Matte Painting betraut. Außerdem sollten die animatronische Charaktere erstellt werden. „Es war nicht nur aus finanzieller Sicht sinnvoll, The Creature Shop zu nutzen, sondern auch, weil alle unter einem Dach arbeiten. Die gleiche Gruppe, die die Charaktere und visuellen Effekte konzipiert hat, war auch für ihre Kreation verantwortlich, was zu einem einheitlichen Gesamtbild führte“, sagte Henson. Mit über 400 Effektaufnahmen enthält der Film viele Fantasy-Elemente ohne aber ein realistisches Bild zu verlieren.
Die Bohnenranke die Jack im Film erklimmen musste, wurde Dank CGI realisiert. Allerdings wurden 6,1 Meter der Ranke für Nahaufnahmen nachgebaut.
Die goldene Harfe Harmonia wurde komplett am Computer animiert. Ursprünglich sollte die Harfe mit einer Schauspielerin dargestellt werden, um eine möglichst lebensechte Darstellung zu ermöglichen.

## Rezeption
„Unterhaltsamer Fantasyfilm, der das vertraute Märchen von den Riesenbohnen variiert und in modernem Gewand präsentiert und durch gelungene Tricks und Effekte ebenso überzeugt wie durch die spielfreudige Schauspieler.“